# Ряльбю
Ря́льбю, также Ре́льбю (эст. Rälby), ранее также Ра́льбю, на местном наречии Ря́льби (эст. Rälbi) и Ря́льбе (эст. Rälbe) — деревня в волости Вормси уезда Ляэнемаа, Эстония. Расположена на острове Вормси.

## География и описание
Расположена в северной части острова Вормси, возле окружной дороги Вормси, в 3,5 километрах от волостного центра — деревни Хулло, на расстоянии чуть больше километра от залива Ряльбю. Высота над уровнем моря — 9 метров.
На территории деревни находится часть природного парка Вормси. С 1 марта по 1 августа в природоохранной зоне ограничено передвижение по бездорожью и запрещено проведение массовых мероприятий.
Климат умеренный. Официальный язык — эстонский. Почтовый индекс — 91310.

## Население
По данным переписи населения 2021 года, в Ряльбю проживали 19 человек, из них 18 (94,7) — эстонцы.
По данным переписи населения 2011 года, в деревне также насчитывалось 19 жителей, из них 18 (94,7 %) — эстонцы.
Численность населения деревни Ряльбю:
| Год  | 1934 | 1958 | 1970 | 1979 | 1989 | 1998 | 1999 | 2011 | 2018 | 2019 | 2020 | 2021 |
| ---- | ---- | ---- | ---- | ---- | ---- | ---- | ---- | ---- | ---- | ---- | ---- | ---- |
| Чел. | 152  | ↘ 60 | ↘ 27 | ↘ 9  | ↗ 21 | ↗ 22 | 22   | ↘ 19 | ↗ 31 | ↘ 30 | ↘ 29 | ↘ 19 |

## История
В письменных источниках 1526 года упоминается Reuelbue, 1540 года — Reualbwͤ, 1598 года — Räffle by, 1637 года — Räffwalby, 1689 года — Rewell By, на картах 1898 года — деревня Рельбы.
На военно-топографических картах Российской империи (1846—1863 годы), в состав которой входила Эстляндская губерния, деревня обозначена как Ряльбю.
В 1977—1997 годах официальным названием деревни было Ряльби (Rälbi).
Ряльбю является исторически присущей для Вормси деревней нерегулярной застройки, которая характеризуется своеобразной сетью дорог, расположенной в центре сельской площадью, размещением хозяйств на краю полевого массива или в середине небольших полей. Когда-то Ряльбю считалась самой зажиточной деревней Вормси. Основными источником дохода здесь были рыболовство и мореплавание. Общественная жизнь концентрировалась вокруг молельного дома; были также свой танцевальный ансамбль и ансамбль струнных инструментов. Дети ходили в школу деревни Норрбю или Хулло. На границе деревни находилось восемь ветряных мельниц-столбовок; в настоящее время осталась только одна, восстановленная в 1999 году по инициативе бывшего жителя Ряльбю, гражданина Швеции Эгиля Хамнхольма (Egil Hamnholm) и на основе изготовленных им по старинным чертежам деталей. В деревне были как большие хутора, так и малые хозяйства. К хутору относились плодовый и ягодный сады и загон для скота. Жилые дома возводились отдельно от хозяйственных построек и чаще всего красились в жёлтый или красный цвет.
С XIII века и до 1944 года на острове Вормси в основном жили балтийские шведы. В 1934 году в Ряльбю проживали 25 семей общей численностью 152 человека. В 1944 году в Швецию эмигрировали 143 человека.
В советское время в деревнях Норрбю, Дибю и Ряльбю работал рыболовецкий колхоз «Пыхьяранник» («Põhjarannik»), который в начале 1950-х годов был одним самых успешных предприятий на острове.
В Ряльбю действует баптистский приход.

## Инфраструктура
В Ряльбю есть маленький бесплатный порт. Требования к судам: максимальная длина — 10 м, максимальная ширина — 5 м, максимальная осадка — 0,9 м. Навигационный период: с 1 апреля по 30 ноября.
Единственный магазин на острове расположен в деревне Хулло. Услуги проживания в Ряльбю летом предоставляет гостевой дом «Arnoldi suveresidents»; в нём есть паровая баня и во дворе японская сауна-бочка. За плату можно расположиться в палатках недалеко от порта, а также купить у администратора палаточной площадки различные дополнительные услуги (дрова, вода и др.).
В деревне есть сельский дом и хозяйственная постройка-баня, которые принадлежат Сельскому обществу Ряльбю. Их могут использовать все жители деревни, а также её гости. В сельском доме проводятся различные деревенские мероприятия и собрания. На территории Ряльбю есть бесплатная услуга Wi-fi.

## Достопримечательности
На территории Ряльбю находится часть природного парка Вормси, к которому в числе прочего относится болото Ряльбю. В границах природного парка действуют установленные природоохранными законами и инструкциями ограничения. На болоте Ряльбю перемещение ограничено с 15 февраля по 31 июля. Также ограничено движение вне дорог и проложенных троп и запрещено проведение общественных мероприятий с 1 марта по 1 августа.
В Ряльбю есть ветряная мельница-столбовка Эгиля, получившая своё название по имени её строителя. Летом она открыта для всех желающих, там можно приобрести изделия ручной работы местных мастеров и ознакомиться с внутренним устройством мельницы. Есть возможность заказать гида для знакомства с деревней.

## Происхождение топонима
Окончание by на шведском языке означает «деревня»; начальной части топонима есть несколько объяснений: или она по произношению очень близка к немецко-шведскому названию Таллина (Ревель), или произошла от слова revel (на вормсиском наречии rävul), означающего «отмель».
- Указатели на перекрёстке окружной дороги Вормси и дороги Хулло (до Ряльбю 5 км)
- Мельница-столбовка Эгиля в Ряльбю
- Выпас коров в Ряльбю